# Estação Ecológica Grão-Pará
A Estação Ecológica Grão-Pará é uma Unidade de Conservação de Proteção Integral, da categoria "Estação Ecológica", localizada no Oeste do Estado do Pará e que possui instância estadual como a responsável pela sua organização. Possui importância mundial por ser a maior unidade de conservação (UC) de floresta tropical totalmente protegida do mundo .

## Criação
Criada pelo Decreto - 2.609 - 04/12/2006, a Unidade de Conservação possui como objetivo principal preservar os ecossistemas naturais existentes e contribuir para a manutenção dos serviços ambientais e recargas de aquíferos importantes para a região. Desta forma, a existência da Estação Ecológica possibilita e estimula a efetividade de pesquisas científicas, o desenvolvimento de atividades de educação ambiental, a preservação integral da biota e dos demais atributos naturais existentes em seus limites, e os processos ecológicos naturais, conforme dispuser o plano de manejo da unidade .

## Informações geográficas
Localizada na região de Calha Norte paraense (Região de Integração do Baixo Amazonas), ou ainda “Norte do Pará”, a Estação Ecológica abrange os seguintes municípios (representando tais correspondências de quanto englobam a UC) :
- Monte Alegre (3,44%),
- Oriximiná (75,89%),
- Alenquer (13,31%),
- Óbidos (7,36%)

A Unidade de Conservação possui uma área de 4.245.819,11 de hectares e sua jurisdição legal corresponde à Amazônia Legal .

## Características biológicas

### Fitofisionomia
Marcada por espécies características de Floresta Ombrófila Densa, a UC conta como fitofisionimia predominante, correspondendo a 96,77% do total e também, com vegetações típicas de Contato Savana-Formações Pioneiras, representando 3,23% da UC .

### Bacia hidrográfica
A Estação Ecológica incorpora porções das bacias hidrográficas dos rios Paru, Maicuru, Curuá, Cuminapanema, Erepecuru, Trombetas e Mapuera .

### Bioma
A UC possui sua área total inserida no bioma amazônico .

### Gestão
O órgão gestor é o (Ideflor-bio) Instituto de Desenvolvimento Florestal e da Biodiversidade do Estado do Pará. A UC conta também com um conselho consultivo, criado em 2013, responsável por acompanhar a elaboração, a implantação e a revisão do Plano de Manejo (Lei 9985/00 art. 18. § 5° e decreto 4340/02 art. 20 inciso II) .

## Importância biológica
Por conta de ser a maior unidade de conservação de proteção integral em florestas tropicais, a Estação Ecológica proporciona uma alta manutenção e fluxo de biodiversidade do Corredor Central da Amazônia ao Corredor do Amapá. Por possuir uma vegetação densa e fechada, o acesso torna-se difícil, podendo ser realizado apenas por meio de pequenos meios locomotivos e aéreos, como por aviões e helicópteros, por exemplo. Tal fato contribui para a integridade da Estação, bem como da conservação de seus recursos naturais .
Diante tamanho e proporção de área protegida, a Estação Ecológica abriga mais de 150 espécies de répteis, pelo menos 61 espécies de anfíbios e mais de 700 espécies de aves (como espécies de beija-flores até mutuns e harpias, e, não menos relevante, abriga aves migratórias). Assim, a população de alguns grupos pode ser bem representativa, como entre 14,3% (no caso dos anfíbios) e 54,1% (no caso das aves) de todas as espécies encontradas na Amazônia, ressaltando a grande magnetude e impacto que a presença da Estação exerce sobre a biota local e nacional .